# Elecciones parlamentarias de Bolivia de 1942
Las elecciones parlamentarias de Bolivia de 1942 se realizaron en marzo de dicho año, renovando la mitad de los escaños en la Cámara de Diputados y un tercio de la Cámara de Senadores.

## Resultados
| Partido/Alianza                    | Partido/Alianza                        | Partido/Alianza      | Votos | %     | Electos en 1942 | Electos en 1942 | Total     | Total     | Total |
| Partido/Alianza                    | Partido/Alianza                        | Partido/Alianza      | Votos | %     | Senadores       | Diputados       | Senadores | Diputados | Total |
| ---------------------------------- | -------------------------------------- | -------------------- | ----- | ----- | --------------- | --------------- | --------- | --------- | ----- |
|                                    | Partido Liberal                        | PL                   | ??    | ??    | ??              | ??              | 9         | 25        | 34    |
|                                    | Partido Socialista Unificado           | PSU                  | ??    | ??    | ??              | ??              | 4         | 22        | 26    |
|                                    | Partido Republicano Socialista         | PRS                  | ??    | ??    | ??              | ??              | 11        | 20        | 31    |
|                                    | Independientes                         | Ind                  | ??    | ??    | 0               | ??              | 0         | 9         | 9     |
|                                    | Partido Republicano Genuino            | PRG                  | ??    | ??    | ??              | ??              | 3         | 13        | 16    |
|                                    | Partido de la Izquierda Revolucionaria | PIR                  | ??    | ??    | 0               | ??              | 0         | 6         | 6     |
|                                    | Movimiento Nacionalista Revolucionario | MNR                  | ??    | ??    | 0               | ??              | 0         | 5         | 5     |
|                                    | Independientes (MNR)                   | Ind                  | ??    | ??    | 0               | ??              | 0         | 5         | 5     |
|                                    | Partido Socialista Obrero de Bolivia   | PSOB                 | ??    | ??    | 0               | ??              | 0         | 1         | 1     |
|                                    | Partido Obrero de Tarija               | POT                  | ??    | ??    | 0               | ??              | 0         | 1         | 1     |
|                                    | Independientes (PSU)                   | Ind                  | ??    | ??    | 0               | ??              | 0         | 1         | 1     |
|                                    | Independientes (PIR)                   | Ind                  | ??    | ??    | 0               | ??              | 0         | 1         | 1     |
|                                    | Independientes (FSB)                   | Ind                  | ??    | ??    | 0               | ??              | 0         | 1         | 1     |
| Votos válidos                      | Votos válidos                          | Votos válidos        | ???   | 100,0 | 9               | 56              | 27        | 110       | 137   |
| Votos nulos                        | Votos nulos                            | Votos nulos          | ???   |       |                 |                 |           |           |       |
| Votos emitidos                     | Votos emitidos                         | Votos emitidos       | ???   |       |                 |                 |           |           |       |
| Votantes registrados               | Votantes registrados                   | Votantes registrados | ???   |       |                 |                 |           |           |       |
| Población                          | Población                              | Población            | ???   |       |                 |                 |           |           |       |
| Fuente: Bustillos Vera and others. |                                        |                      |       |       |                 |                 |           |           |       |